# Bełsznica (przystanek kolejowy)
Bełsznica – przystanek kolejowy w miejscowości Osiny, gm. Gorzyce powiat wodzisławski, woj. śląskim.

## Ruch pasażerski
| Rok  | Wymiana pasażerska na dobę |
| ---- | -------------------------- |
| 2017 | 20-49                      |
| 2022 | 50-99                      |